# College Place
College Place è una città degli Stati Uniti d'America, situata nello Stato di Washington e in particolare nella Contea di Walla Walla.